# Trachylepis megalura
Espèce
Synonymes
- Euprepes megalurus Peters, 1878
- Mabuya megalura (Peters, 1878)
- Eumeces massaianus Fischer 1884

Trachylepis megalura est une espèce de sauriens de la famille des Scincidae.

## Répartition
Cette espèce se rencontre jusqu'à 3 000 m d'altitude au Burundi, en République démocratique du Congo, au Rwanda, au Kenya, au Mozambique, en Tanzanie, en Ouganda, en Zambie, en Éthiopie, en Somalie et en Angola. Sa présence est incertaine au Soudan.

## Publication originale
- Peters, 1878 : Über die von Hrn. J. M. Hildebrandt während seiner letzten ostafrikanischen Reise gesammelten Säugethiere und Amphibien. Monatsberichte der Königlich preussischen Akademie der Wissenschaften zu Berlin, vol. 1878, p. 194–209 (texte intégral).